# Christiane Pöhlmann
Christiane Pöhlmann (* 1968) ist eine deutsche literarische Übersetzerin aus dem Russischen und Italienischen und eine Literaturkritikerin.

## Leben
Christiane Pöhlmann studierte Slawistik an der Humboldt-Universität zu Berlin und Übersetzen an der Staatlichen Linguistischen Universität Moskau. Bekannt wurde sie als Übersetzerin russischer Fantasy- und Science-Fiction-Romane, insbesondere der Bestseller von Sergei Lukjanenko und Alexei Pechow. Seit 2015 legt sie auch Übersetzungen russischsprachiger Klassiker wie Dostojewski und Turgenjew vor. Ihre Neuübersetzung von Iwan Schmeljows Roman Solnze mjortwych wurde in der Neuen Zürcher Zeitung als „sprachakrobatisch exzellent“ gelobt, nur die Titelwahl Der Toten Sonne schien der Kritik „preziös“ und „gesucht“. Seit 2021 tritt Pöhlmann auch als Übersetzerin von Werken aus dem Italienischen auf.
Pöhlmann schreibt als Literaturkritikerin unter anderem für die Frankfurter Allgemeine Zeitung und Die Tageszeitung.

## Übersetzungen

### Aus dem Russischen

#### Fantasy und Science-Fiction
- Sergei Lukjanenko
  - Wächter-Romane: Wächter der Nacht (2005), Wächter des Tages (2006), Wächter des Zwielichts (2006), Wächter der Ewigkeit (2007), Wächter des Morgen (2012), Die letzten Wächter (2015), Die Wächter – Licht und Dunkelheit (2015), Die Wächter – Dunkle Verschwörung (2016), Wächter – Nacht der Inquisition (2016)
  - Weltengänger: Weltengänger (2008), Weltenträumer (2009)
  - Spektrum (2008)
  - Die Sterne sind kaltes Spielzeug: Sternenspiel (2009), Sternenschatten (2009)
  - Der Herr der Finsternis (2010)
  - Trix Solier: Zauberlehrling voller Fehl und Adel (2010), Odyssee im Orient (2012)
  - Labyrinth der Spiegelungen: Labyrinth der Spiegel (2011), Der falsche Spiegel (2011)
  - Chroniken der Seelenfänger: Glühendes Tor (2017), Goldenes Feuer (2017)
- Wladimir Wassiljew: Bewahrer des Chaos. Roman (2009)
- Alexei Pechow
  - Die Chroniken von Siala: Schattenwanderer (2010), Schattenstürmer (2010), Schattentänzer (2011)
  - Die Chroniken von Hara: Wind (2012), Blitz (2012), Donner (2013), Sturm (2013)
  - Schatten: Dunkeljäger (2014), Schattendieb (2015)
  - Chroniken der Seelenfänger: Schwarzer Dolch (2016), Dunkler Orden (2016), Goldenes Feuer (2017), Glühendes Tor (2017)
  - Das Siegel von Rapgar (2018)
  - Die Beschwörer: Tag der Geister (2019), Turm des Ordens (2019)
  - Das Reich der blauen Flamme: Der Gebannte (2021), Der Nachtclan (2021)
- Vitali Sertakov
  - Cryonic: Der Dämon erwacht (2013), Bruderschaft des Kreuzes (2014)
- Jan Valetov: Zone. Zu jung, um zu sterben (2020)

#### Kinderbücher
- Anna Starobinets: Hasenhunger. Fischer Kinder- und Jugendbuch, Frankfurt 2021.
- Anna Starobinets: Das letzte Huhn. Fischer Kinder- und Jugendbuch, Frankfurt 2021.
- Igor Oleynikov: Willkommen im Haus der Tiere. Sauerländer, Frankfurt am Main 2022.

#### Weitere zeitgenössische Literatur
- Dmitri Gluchowski: Geschichten aus der Heimat. Wilhelm Heyne, München 2022.
- Anna Melikova: Ich ertrinke in einem fliehenden See. Roman. Matthes & Seitz, Berlin 2024.

#### Klassiker
- Fjodor Dostojewski: Das Krokodil. Erzählungen. Manesse, Zürich 2015.
- Iwan Turgenjew: Das Adelsgut. Roman. Manesse, Zürich 2018.
- Olga Forsch: Russisches Narrenschiff. Die Andere Bibliothek, Berlin 2020.
- Fjodor Dostojewski: Ein kleiner Held. Erzählungen. Penguin, München 2021.
- Iwan Schmeljow: Der Toten Sonne. Die Andere Bibliothek, Berlin 2023.

### Aus dem Italienischen
- Ferzan Özpetek: Wie ein Atemzug. Roman. Piper, München 2021.
- Emilio De Marchi: Baron Santafusca und der Priester aus Neapel. Ein Kriminalroman. Die Andere Bibliothek, Berlin 2022.
- Maria Messina: Eine Blume ohne Blüte. Friedenauer Presse, Berlin 2024.